# 心叶青藤
心叶青藤（学名：Illigera cordata）为莲叶桐科青藤属下的一个种。种名cordata意为心形的。